# Challenger de Oberstaufen 2013
El Oberstaufen Cup 2013 fue un torneo de tenis profesional que se jugó en tierra batida. Se trató de la 22.ª edición del torneo que forma parte del ATP Challenger Tour 2013 . Tuvo lugar en Oberstaufen, Alemania entre el 22 y el 28 de julio de 2013.

## Jugadores participantes del cuadro de individuales

### Cabezas de serie
| País                 | Jugador              | Rank1 | Favorito |
| Bandera de Alemania  | Jan-Lennard Struff   | 105   | 1        |
| Bandera de Argentina | Martín Alund         | 110   | 2        |
| Bandera de Francia   | Guillaume Rufin      | 111   | 3        |
| Bandera de Francia   | Marc Gicquel         | 130   | 4        |
| Bandera de Ucrania   | Oleksandr Nedovyesov | 143   | 5        |
| Bandera de Alemania  | Peter Gojowczyk      | 165   | 6        |
| Bandera de Alemania  | Simon Greul          | 166   | 7        |
| Bandera de Alemania  | Bastian Knittel      | 176   | 8        |
| -------------------- | -------------------- | ----- | -------- |

- 1 Se ha tomado en cuenta el ranking del 15 de julio de 2013.

### Otros participantes
Los siguientes jugadores recibieron una invitación (tenista invitado), por lo tanto ingresan directamente al cuadro principal:
- Andreas Beck
- Robin Kern
- Kevin Krawietz
- Maximilian Marterer

Los siguientes jugadores ingresan al cuadro principal tras disputar el cuadro clasificatorio:
- Thiago Monteiro
- Stephan Fransen
- Ivo Minář
- Alexey Vatutin

## Campeones

### Individual Masculino
- Guillaume Rufin derrotó en la final a  Peter Gojowczyk por 6-3, 6-4

### Dobles Masculino
- Dominik Meffert /  Philipp Oswald  derrotaron en la final a  Stephan Fransen /  Artem Sitak por 6-1 3-6 [14-12].